# Попов, Алексей Васильевич
Алексе́й Васи́льевич Попо́в (1856 — 9 [22] ноября 1909) — профессор кафедры теории словесности и истории иностранных литератур Казанской духовной академии, автор фундаментального исследования об акафистах.

## Биография
Алексей Васильевич Попов родился в 1856 году в семье священника Вятской епархии. Десяти лет он был отдан в Яранское духовное училище, затем поступил в Вятскую духовную семинарию, откуда в 1878 году был послан на казённый счет в Казанскую духовную академию и проходил академический курс по церковно-практическому отделению, где изучал словесность под руководством своего земляка профессора Ивана Яковлевича Порфирьева (1823—1890). По окончании академии Попов представил кандидатское сочинение «Влияние книжной, преимущественно церковной, словесности на миросозерцание русского народа вообще и в частности на народную русскую словесность в древний допетровский период». 1 сентября 1882 года был назначен преподавателем латыни в родную Вятскую семинарию. Спустя год, по избранию Совета Казанской духовной академии, Алексей Васильевич становится помощником инспектора академии. Состоя на этой должности, в 1883 году получил степень магистра богословия за работу «Влияние церковного учения и древнерусской духовной письменности на миросозерцание русского народа и в частности на народную словесность в древний допетровский период».
В 1884 году, с введением новых штатов в академии, открылась кафедра пастырского богословия и педагогики, которую, в соответствии с решением академического Совета, Алексей Васильевич и занял в звании доцента, а в 1890 году перешёл на освободившуюся кафедру теории словесности и истории иностранных литератур. В 1895 году А. В. Попов был утвержден в звании экстраординарного профессора.
В 1903 году состоялась защита докторской диссертации Попова «Православные русские акафисты, изданные с благословения Святейшего Синода. История их происхождения и цензуры, особенности содержания и построения. Церковно-литературное исследование». Работа Попова — первый опыт описания истории всех акафистов, опубликованных к началу XX века. Новаторство этой работы заключалось в том, что Попов решил в научных целях воспользоваться особенностями синодальной бюрократии: утверждение (или неутверждение) богослужебного текста сопровождалось перепиской, благодаря которой историк может многое узнать: здесь может содержаться имя автора текста, имя архиерея, представившего этот текст Синоду, замечания рецензентов и ответы на них, имена цензоров и их реакцию на текст и т. д.
В 1904 году А. В. Попов получил звание ординарного профессора.
Помимо указанных диссертационных сочинений Попов был автором ряда публикаций на различные литературоведческие и педагогические темы.
Скончался 9 ноября 1909 года в Казани.

## Сочинения
- Былины об императоре Александре II // Странник. 1880, май.
- Воспитатели русского народа в древней Руси // Вятские епархиальные ведомости, 1883.
- Влияние церковного учения и древнерусской духовной письменности на миросозерцание русского народа и в частности на народную словесность в древний допетровский период. Казань, 1883. (Магистерская диссертация.)
- Народные представления о святых // Православный собеседник, 1883.
- Типы духовенства в русской художественной литературе за последнее 12-летие // Православный собеседник, 1884 и отд.
- Взаимные отношения христианских и языческих элементов в народном миросозерцании // Православный собеседник, 1884.
- Свв. Мефодий и Кирилл, равноапостольные первоучители славян / Стихотворение // Православный собеседник, 1885.
- Педагогические идеи Г. Песталоцци и их воспитательно-образовательное значение // Православный собеседник, 1897; в «Православном обозрении» (1897, ноябрь и декабрь).
- Православные русские акафисты, изданные с благословения Святейшего Синода. История их происхождения и цензуры, особенности содержания и построения. Церковно-литературное исследование. Казань: Типолитография Казанского университета, 1903 (докторская диссертация); второе издание: М.: Изд-во Московской Патриархии, 2013.